# فرودگاه تورورو
فرودگاه تورورو  (به انگلیسی: Tororo Airport) یک فرودگاه همگانی، غیرنظامی با کد یاتا TRY است که یک باند فرود ناهموار دارد و طول باند آن ۱۷۰۰ متر است. این فرودگاه در کشور اوگاندا قرار دارد و در ارتفاع ۱۱۷۱ متری از سطح دریا واقع شده است.